# Damias binomica
Damias binomica är en fjärilsart som beskrevs av Embrik Strand 1922. Damias binomica ingår i släktet Damias och familjen björnspinnare. Inga underarter finns listade i Catalogue of Life.